# Corrales del Vino
Corrales del Vino es un municipio y lugar español de la provincia de Zamora, en la comunidad autónoma de Castilla y León.
Anteriormente se denominaba solo Corrales. En 2010 añadió a su nombre la denominación de la comarca a la que pertenece, formando desde entonces el nombre de Corrales del Vino. El municipio cuenta con una superficie de 75,61 kkm² y, según datos del padrón municipal 2017 del INE, cuenta con una población de 1002 habitantes. El término municipal incluye las localidades pedáneas de Peleas de Arriba y Fuente el Carnero, además del antiguo despoblado de El Corralino.
Su casco urbano se caracteriza por la profusión de casas de estilo neoclásico, construidas en piedra arenisca de sillería, aunque también es frecuente el uso de la piedra de sillería conjuntada con ladrillo. Asimismo, en los sótanos de sus casas, suele se habitual la existencia de hermosas bodegas subterráneas, construidas con arcadas de piedra tallada. Destaca el edificio de la iglesia parroquial de la Magdalena, construida en sillería isódoma arenisca, de tres naves desiguales entre sí en cuanto a su anchura, así como sus ábsides, con torre a los pies y una espadaña sobre la nave de la epístola. Cuenta además con la ermita de Nuestra Señora de las Angustias, situada junto al cementerio, a las afueras del pueblo, y que aunque sea de larga fundación, su fábrica actual no irá más allá de la segunda mitad del siglo XVIII.
Es la capital tradicional de la comarca de Tierra del Vino, aunque hoy en día la localidad más poblada es Morales del Vino que además es la cuarta población de la provincia de Zamora en número de habitantes.

## Geografía
Integrado en la comarca de Tierra del Vino, se sitúa a 19 km de Zamora, el relieve del municipio es ondulado, con cerros, arroyos y pequeños barrancos. La altitud oscila entre los 905 m al suroeste (cerro El Pájaro) y los 720 m a orillas de un arroyo al norte. El pueblo se alza a 772 m sobre el nivel del mar. 
| Noroeste: Casaseca de Campeán                    | Norte: Peleas de Abajo          | Nordeste: Peleas de Abajo     |
| Oeste: Villanueva de Campeán y Cabañas de Sayago |                                 | Este: Santa Clara de Avedillo |
| Suroeste: Mayalde                                | Sur: El Cubo de Tierra del Vino | Sureste: Cuelgamures          |

### Clima
Cuenta con un clima mediterráneo continentalizado, caracterizado por las escasez de lluvias y el bajo grado de humedad. Sus características climáticas, y las propias del terreno, hacen de este término un lugar idóneo para el cultivo de la vid.

## Historia

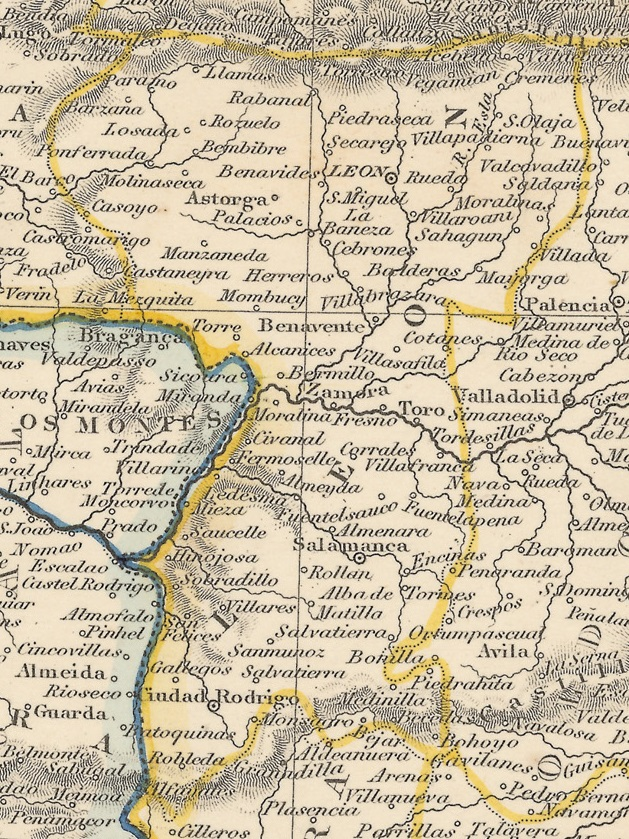
Detalle del mapa Spain and Portugal, realizado en 1850 por J. Dower, en el que se puede observar Corrales

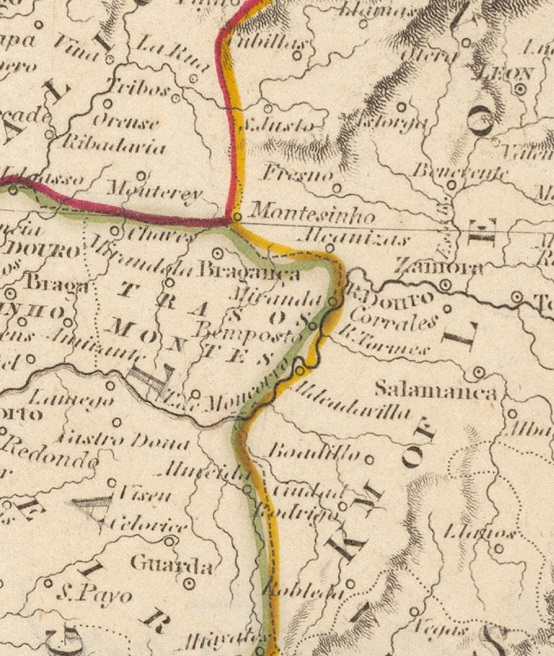
Detalle del mapa 'Spain and Portugal', realizado en 1819 por Smith, en el que se puede observar Corrales

Su aparición en los documentos medievales es muy tardía, siendo por tanto los restos románicos de su iglesia de Santa María Magdalena los únicos testimonios de la antigüedad de esta localidad. Dichos restos son unos pocos sillares románicos, con marca de cantero, reutilizados en la fábrica moderna, especialmente en la cabecera, y, sobre todo, la pequeña y sencilla puerta de acceso que se encuentra bajo la torre, actualmente cerrada.
En cualquier caso, su propio topónimo deja entrever las circunstancias del primer poblamiento. Al parecer surgió como un anejo de Fuentelcarnero, siendo Corrales los Corrales de Fuentelcarnero, localidad que ya existía a inicios del siglo XIII, pues en 1223 el rey Alfonso IX de León fecha en Fuentelcarnero dos documentos. El cambio de la ruta que enlazaba Salamanca con Zamora provocó el declive de Fuentelcarnero y el auge de Corrales, que acabó siendo de hecho la capital de la comarca de la Tierra del Vino.
La historia de la localidad queda recogida en el archivo municipal, situado en los sótanos del Ayuntamiento. En él se conservan reales cédulas y privilegios regios, entre los que destaca la exención de impuestos a los vecinos confirmada por varios reyes.
El término municipal contó con el despoblado de El Corralino; y cuenta con los anejos de Fuente el Carnero y Peleas de Arriba. En el término de este último se encontró situado el monasterio de Valparaíso, lugar donde nació Fernando III el Santo, y que tuvo amplias posesiones en el término de Corrales. De la fábrica original del monasterio no queda nada salvo las bodegas, y en el lugar donde se erigió existe un pequeño edificio levantado por el Ejército en honor al Fernando III el Santo.
En 1315 se celebró en Corrales una conferencia entre el infante Felipe y los aliados Juan El Tuerto y el infante Don Juan Manuel, en el contexto de tensión que reinaba entre ellos por la tutoría del rey Alfonso XI.
En el siglo XIX, la división provincial de 1833 encuadró Corrales en la provincia de Zamora y la Región Leonesa, la cual, como todas las regiones españolas de la época, carecía de competencias administrativas. Un año después Corrales fue adscrita al partido judicial de Zamora.
Tras la constitución de 1978, Corrales pasó a formar parte en 1983 de la comunidad autónoma de Castilla y León, en tanto municipio adscrito a la provincia de Zamora.
En 2009, un equipo de excavadores de la Universidad de Salamanca recuperaron en el término municipal los restos paleontológicos de una nueva especie animal, el Duerosuchus, un género extinto de crocodiliano, cuyos restos se datan de mediados del Eoceno (hace unos 40 millones de años).

## Demografía
Corrales del Vino cuenta con una población de 929 habitantes (INE 2024).
| Gráfica de evolución demográfica de Corrales del Vino entre 1842 y 2021 |
| |
| Población de derecho según los censos de población del INE Población de hecho según los censos de población del INEEn estos censos se denominaba Corrales: 1842, 1857, 1860, 1877, 1887, 1897, 1900, 1910, 1920, 1930, 1940, 1950, 1960, 1970, 1981, 1991 y 2001 Entre el censo de 1970 y el anterior, crece el término del municipio porque incorpora a 49513 (Fuente el Carnero) y 49520 (Peleas de Arriba) |

En el siglo XX con el inicio de las emigraciones, el pueblo ha ido perdiendo población y entrando en decadencia, de la que tuvo buena parte de culpa la filoxera, que arrasó los viñedos de la localidad, los cuales eran la principal fuente de ingresos para Corrales. A pesar de ello, quedan en sus calles como recuerdo de otras épocas más florecientes muchas casas de noble construcción, algunas de ellas blasonadas.

## Transporte y comunicaciones
Atraviesan el municipio la carretera nacional N-630 que une Gijón con Sevilla y la autovía Ruta de la Plata, de igual recorrido que la anterior, entre los pK 292 y 305. Existen además varias carreteras locales que permiten la comunicación con Casaseca de Campeán, Villanueva de Campeán y Santa Clara de Avedillo. 

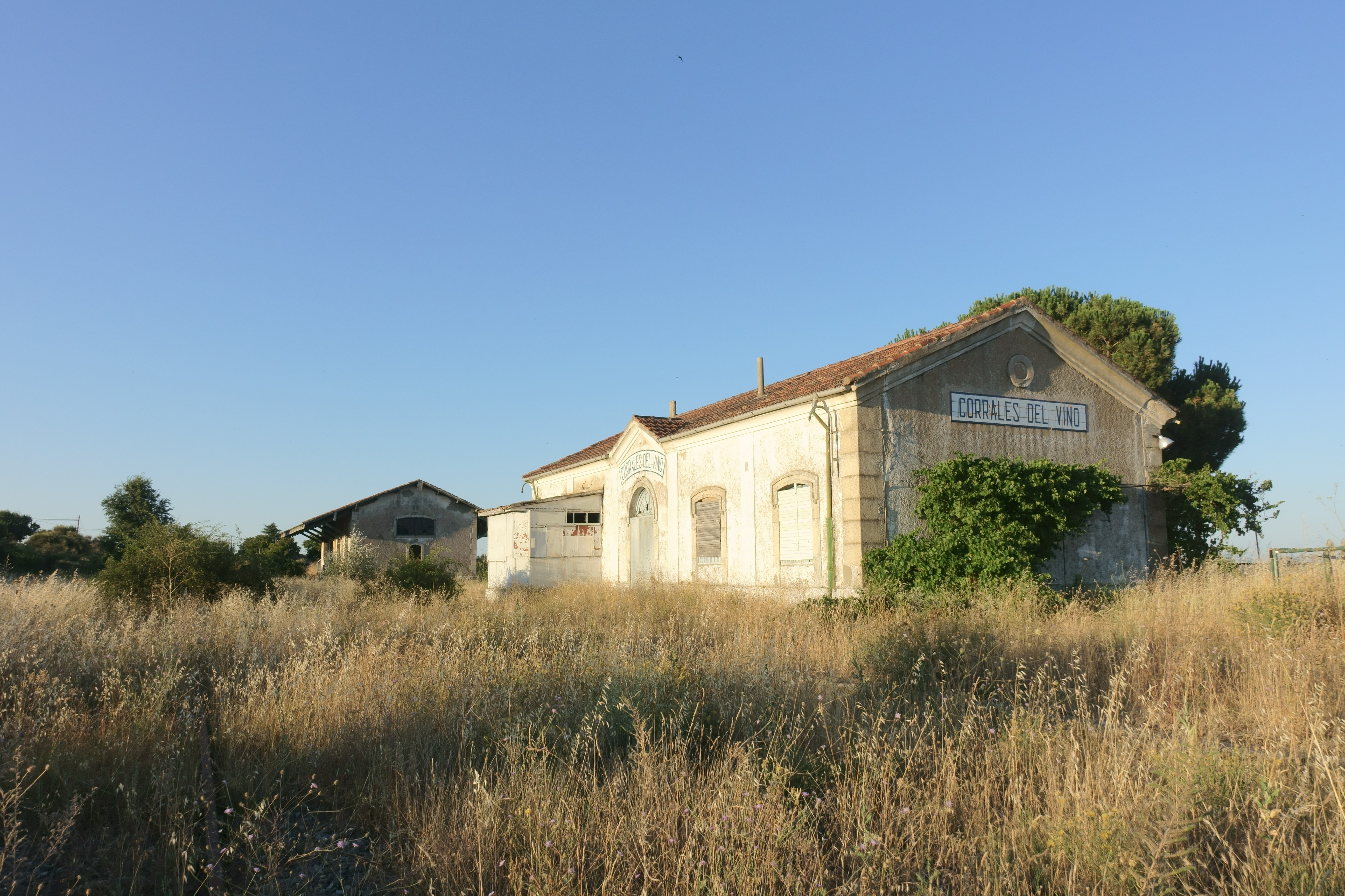
Antigua estación de ferrocarril de la línea Plasencia-Astorga

En cuanto al transporte público se refiere, tras el cierre del Ferrocarril Ruta de la Plata, que pasaba por el cercano municipio de El Cubo de Tierra del Vino y tenía parada en el mismo, no existen servicios de tren en el municipio ni en los vecinos, ni tampoco línea regular con servicio de autobús, siendo las estaciones más cercanas las de Zamora capital. Por otro lado el aeropuerto de Salamanca es el más cercano, estando a unos 64 km de distancia.

## Economía
Las principales actividades empresariales de este municipio son la agricultura, ganadería, industria cerámica y la construcción.

## Administración y política

### Gobierno municipal
| Periodo   | Nombre                     | Partido | Partido                                                   |
| --------- | -------------------------- | ------- | --------------------------------------------------------- |
| 1979-1983 | Casto Lorenzo Ortega       |         | Unión de Centro Democrático (UCD)                         |
| 1983-1991 | Casto Lorenzo Ortega       |         | Alianza Popular (AP)                                      |
| 1991-1995 | Casto Lorenzo Ortega       |         | Partido Popular (PP)                                      |
| 1995-1999 | Brígida Llamas Turiel      |         | Independiente                                             |
| 1999-2007 | Francisco Andrés Tomé      |         | Partido Popular (PP)                                      |
| 2007-2015 | José Alfonso Martín García |         | Agrupación de Electores Independientes Zamoranos (ADEIZA) |
| 2015-2019 | Mario Castaño Tejedor      |         | Agrupación de Electores Independientes Zamoranos (ADEIZA) |
| 2019-2023 | Mario Castaño Tejedor      |         | Partido Popular (PP)                                      |

| Partido político                                          | 2023  | 2023  | 2023       | 2019  | 2019  | 2019       | 2015  | 2015  | 2015       | 2011  | 2011  | 2011       | 2007  | 2007  | 2007       | 2003  | 2003  | 2003       |
| Partido político                                          | %     | Votos | Concejales | %     | Votos | Concejales | %     | Votos | Concejales | %     | Votos | Concejales | %     | Votos | Concejales | %     | Votos | Concejales |
| Partido Popular (PP)                                      | 73,49 | 452   | 6          | 42,74 | 283   | 4          | 16,91 | 126   | 1          | 28,81 | 227   | 3          | 44,87 | 363   | 4          | 56,87 | 468   | 6          |
| Partido Socialista Obrero Español (PSOE)                  | 24,22 | 149   | 1          | 9,51  | 63    | 0          | 2,55  | 19    | 0          | 15,48 | 122   | 1          | 29,67 | 240   | 3          | 36,33 | 299   | 3          |
| Por Zamora                                                | —     | —     | —          | 36,25 | 240   | 3          | —     | —     | —          | —     | —     | —          | —     | —     | —          | —     | —     | —          |
| Ciudadanos (CS)                                           | —     | —     | —          | 9,51  | 63    | 0          | 33,15 | 247   | 3          | —     | —     | —          | —     | —     | —          | —     | —     | —          |
| Agrupación de Electores Independientes Zamoranos (ADEIZA) | —     | —     | —          | —     | —     | —          | 45,77 | 341   | 5          | 18,02 | 142   | 1          | —     | —     | —          | —     | —     | —          |
| Unión Centrista Liberal (UCL)                             | —     | —     | —          | —     | —     | —          | —     | —     | —          | 36,04 | 284   | 4          | —     | —     | —          | —     | —     | —          |

#### Evolución de la deuda viva municipal
El concepto de deuda viva contempla solo las deudas con cajas y bancos relativas a créditos financieros, valores de renta fija y préstamos o créditos transferidos a terceros, excluyéndose, por tanto, la deuda comercial.
| Gráfica de evolución de la deuda viva del Ayuntamiento de Corrales del Vino entre 2008 y 2023               |
| |
| Deuda viva del Ayuntamiento de Corrales del Vino, en miles de euros, según datos del Ministerio de Hacienda |

## Patrimonio

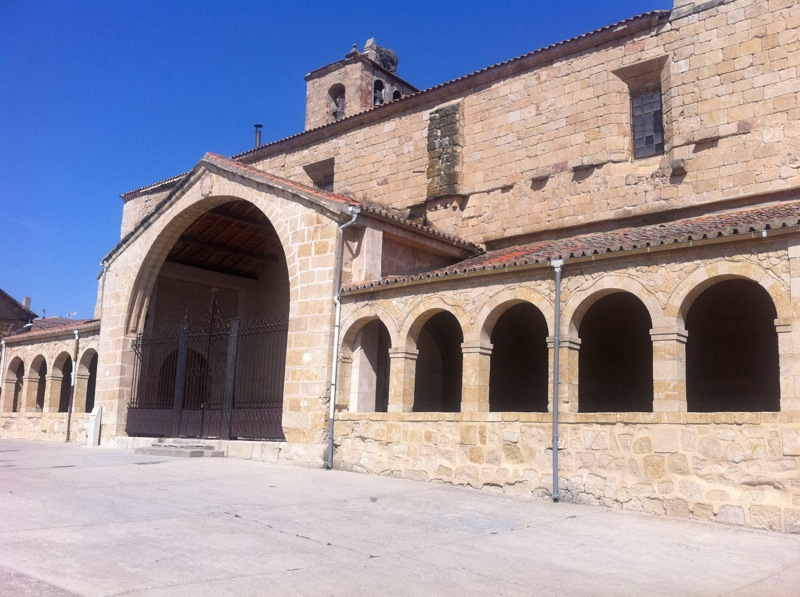
Iglesia parroquial de la Magdalena

- Iglesia parroquial de la Magdalena: consta de tres amplias naves de diferente anchura, que rematan en tres ábsides poligonales de ricas bóvedas de crucería claramente góticas. La puerta meridional está precedida de un gran pórtico. En su interior se encuentra una virgen románica de piedra del siglo XII y dos crucificados del siglo XIV bajo las advocaciones del Cristo del Miserere y del Cristo Corralino, junto con las imágenes procesionales procedentes de la ermita de Nuestra Señora de las Angustias. El retablo mayor es obra del siglo XVIII, que sustituyó a otro anterior que se destruyó en un incendio.[17]
- Ermita de Nuestra Señora de las Angustias: se sitúa en un precioso paraje alejado del casco urbano, junto al cementerio. Fue construida en el siglo XVII.
- Casa consistorial: de estilo neoclásico-renacentista.
- Casas blasonadas: son varios los restos de antiguos palacios y casas señoriales que se encuentran dispersos por la localidad, o edificios neoclásicos del siglo XIX que indican la prosperidad del pasado histórico.

## Cultura
Algunas de las principales tradiciones son las fiestas del verano, las fiestas de los quintos, la celebración de la matanza del cerdo o la puesta del mayo por los quintos, además de otras como el ofertorio.
En el pueblo existe una asociación cultural que por ejemplo ha editado un libro sobre fotografías antiguas, entre otras actividades.
Merece la pena reseñar la edición de un libro de carácter etnográfico, realizado por las alumnas de educación de adultos de la localidad, denominado Corrales desde nuestra memoria y que fue subvencionado íntegramente por la Diputación Provincial de Zamora.